# The Piper at the Gates of Dawn
The Piper at the Gates of Dawn debitantski je studijski album engleskog sastava Pink Floyd. Imao je značajan utjecaj na žanr psihodeličnog rocka. Najveći hit s albuma bio je "Astronomy Domine". Američka verzija albuma razlikuje se od britanske zbog drukčijeg rasporeda pjesama; pjesme "Astronomy Domine" i "Flaming" su zamijenjene singlicom "See Emily Play". Na albumu se nalaze dva instrumentala: "Pow R. Toc H." i nešto kraća verzija "Interstellar Overdrive" (duža verzija od 17 minuta objavljena je na soundtracku Tonite Let's All Make Love In London). Syd Barrett je vokalist na svim pjesmama osim na 6., gdje je vokalist Roger Waters. Barrettu se na prve dvije pjesme priključuje Richard Wright.

## Popis pjesama
1. "Astronomy Domine" (4:10)
2. "Lucifer Sam" (3:07)
3. "Matilda Mother" (3:07)
4. "Flaming" (2:45)
5. "Pow R. Toc H." (3:58)
6. "Take Up Thy Stethoscope And Walk" (3:05)
7. "Interstellar Overdrive" (9:41)
8. "The Gnome" (2:13)
9. "Chapter 24" (3:41)
10. "The Scarecrow"(2:11)
11. "Bike" (3:21)

Ukupno trajanje: 41:52